# ふたりの交響詩
『ふたりの交響詩』（ふたりのこうきょうし）は、小室しげ子による日本の漫画作品。
『なかよしデラックス』（講談社）にて1981年に連載された。

## 書誌情報
- ふたりの交響詩 1、初版発行日1981年9月5日 ISBN 4-0610-8389-9
- ふたりの交響詩 2、初版発行日1982年8月 ISBN 4-0610-8415-1